# Хумулешть
Хумуле́шть (рум. Humulești) — село в Молдавии, в составе коммуны Бубуечь сектора Чеканы муниципия Кишинёв. Кроме него в коммуну также входят сёла Бубуечь и Бык.

## История
Село было основано в 1909 году под названием Малохорузино. Постановлением ВС Молдавской ССР № 472 от 31.01.1991 село Малохорузино переименовано в Хумулешть.
До 2003 года входило в состав Новоаненского района. В соответствии с законом Республики Молдова № 37 от 28.02.2003 село было передано в коммуну Бубуечь муниципия Кишинёв.